# Republic F-84 Thunderjet

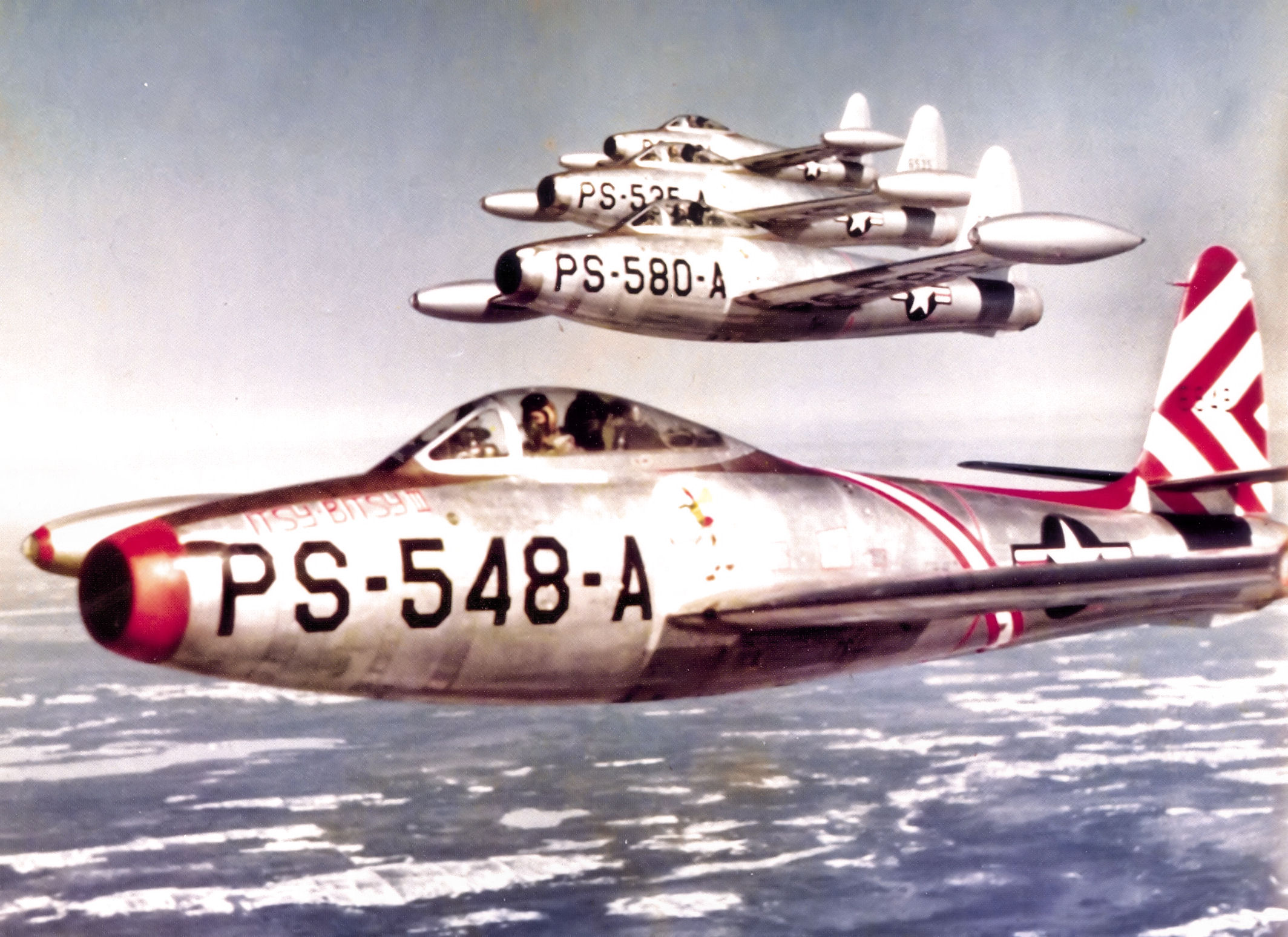
Um esquadrão de F-84B da força aérea dos Estados Unidos.

O Republic F-84 Thunderjet foi um caça diurno, propulsionado por um único turbojato, produzido pela empresa norte-americana Republic Aviation Corporation. Projetado durante a fase final da Segunda Guerra Mundial, o Thunderjet, que constituiu, conjuntamente com o seu contemporâneo F-80 Shooting Star, a primeira geração de caças a jato de produção norte-americana, voou pela primeira vez em 1946, mas apenas em 1949, com o modelo F-84D, foi considerado totalmente operacional e atingiu a plena maturidade no seu desenho com o modelo F-84G em 1951.
Amplamente utilizado na Guerra da Coreia, mostrou logo suas debilidades no combate ar-ar, inerentes ao uso de uma asa em ângulo reto, a qual não conseguia ombrear em agilidade de manobra e nem aproveitar o impulso disponibilizado por motores mais recentes e com maior potência. Seu desempenho era principalmente comparado com o F-86 Sabre e o Russo MiG-15, que incorporavam asas em flecha. Foi assim relegado para a função de caça-bombardeiro primário, na qual realizou aproximadamente 86 mil missões e obteve um crédito de 60% de sucesso entre os alvos terrestres atacados.
O F-84G foi ainda a primeira aeronave de produção final a utilizar um sistema de reabastecimento de combustível em voo e o primeiro caça com capacidade de transportar e lançar uma bomba nuclear tática, no caso a Mark 7. Do seu desenho básico derivaram duas versões significativamente diferentes e com desempenho substancialmente aumentado, principalmente pelo uso das asas em flecha e de um motor muito mais potente: uma versão de ataque ao solo (F-84F) e uma outra, em tudo idêntica, mas destinada à função de reconhecimento fotográfico (RF-84F).
Com uma produção superior a sete mil exemplares, inicialmente destinados à USAF, veio a ser distribuído em largas quantidade pelos países membros da NATO, ao abrigo do programa de assistência militar (MAP), do qual Portugal também usufruiu, vindo a operar 125 aeronaves F-84G entre os anos de 1953 a 1974, as quais foram utilizadas na chamada Guerra do Ultramar.

## Projeto e desenvolvimento

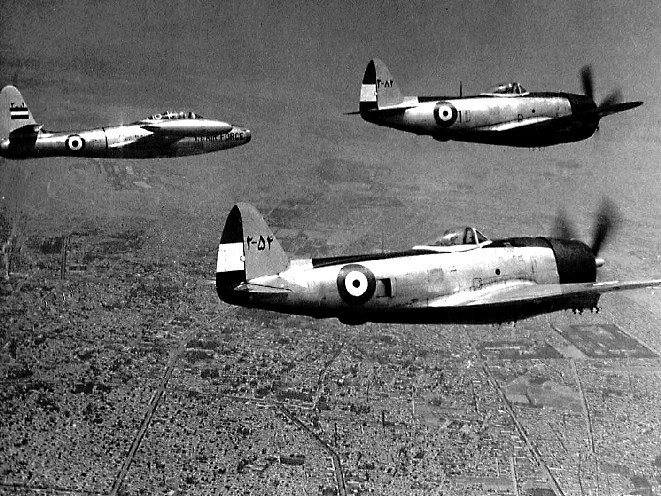
F-84 e P-47, duas gerações distintas: o mesmo construtor.

Bem antes de a Segunda Guerra Mundial terminar, os principais contendores não deixavam de pesquisar um avião propulsionado por jato. Os alemães possuíam uma nítida vantagem com o seu bimotor Messerschmitt Me 262 já operacional, apesar de atrasado quase dois anos pela intervenção pessoal de Adolf Hitler, que desejava e ambicionava a sua transformação para a função de caça-bombardeiro. Para as potências que almejavam alcançar este objectivo, o mesmo não significava apenas mais velocidade, mas sim poder e vitória. Nos Estados Unidos as principais companhias como a Bell Aircraft Corporation, Lockheed, North American e Republic Aviation possuíam já protótipos em desenvolvimento, e esta última empresa fez voar o seu protótipo XP-84 em fevereiro de 1946, quase seis meses após a guerra ter terminado. 

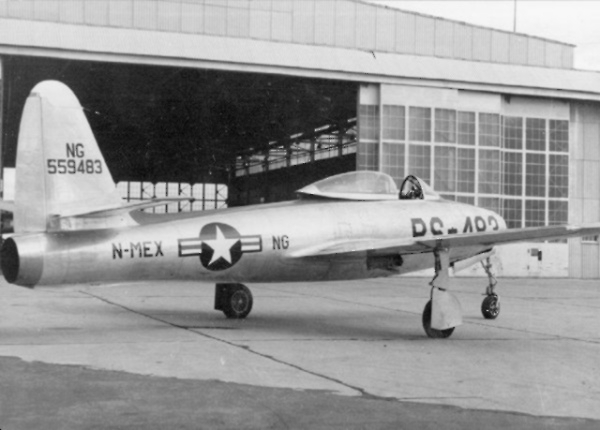
Um dos 15 exemplares do YP-84A (s/n 45-59483), por volta de 1948

Este protótipo resultou de estudos iniciados ainda em 1944, liderados pelo engenheiro chefe da Republic Aviation Company, Kartveli Alexander, para obter um sucessor para o P-47 Thunderbolt. Inicialmente considerou uma simples adaptação do P-47 equipado com um motor a jato, mas dadas as dificuldades projetou uma aeronave completamente nova, baseada no reator GE TG-180.
Um contrato foi assinado a 11 de novembro de 1944 com a força aérea do exército para construção de uma maquete à escala real e os desenvolvimentos de engenharia necessários para a construção de três protótipos (XP-84), propulsionados pelo motor então designado GE TG-180 (Allison J35), capacitado para alcançar uma velocidade máxima de 900 km/h e um raio de combate de 1 250 quilómetros. A 4 de janeiro de 1945 foi assinado um segundo contrato para a produção de 25 aeronaves de testes (YP-48A), mais tarde reduzidas para 15 unidades, e 75 exemplares de produção final (P-84B). O total de unidades P-84B posteriormente foi novamente alterado, passando para 85 aviões. A particularidade destes dois contratos foi que não seguiram os procedimentos habituais, tendo sido dispensada a tradicional competição entre diversos modelos; também não existiu demonstração do produto final para atestar que o que se comprava era o que estava solicitado nos requisitos. Aparentemente, a concordância do exército e respetiva assinatura dos contratos deveu-se à sólida reputação da Republic Aviation, conquistada pelo seu anterior produto de excelência, o P-47 Thunderbolt.

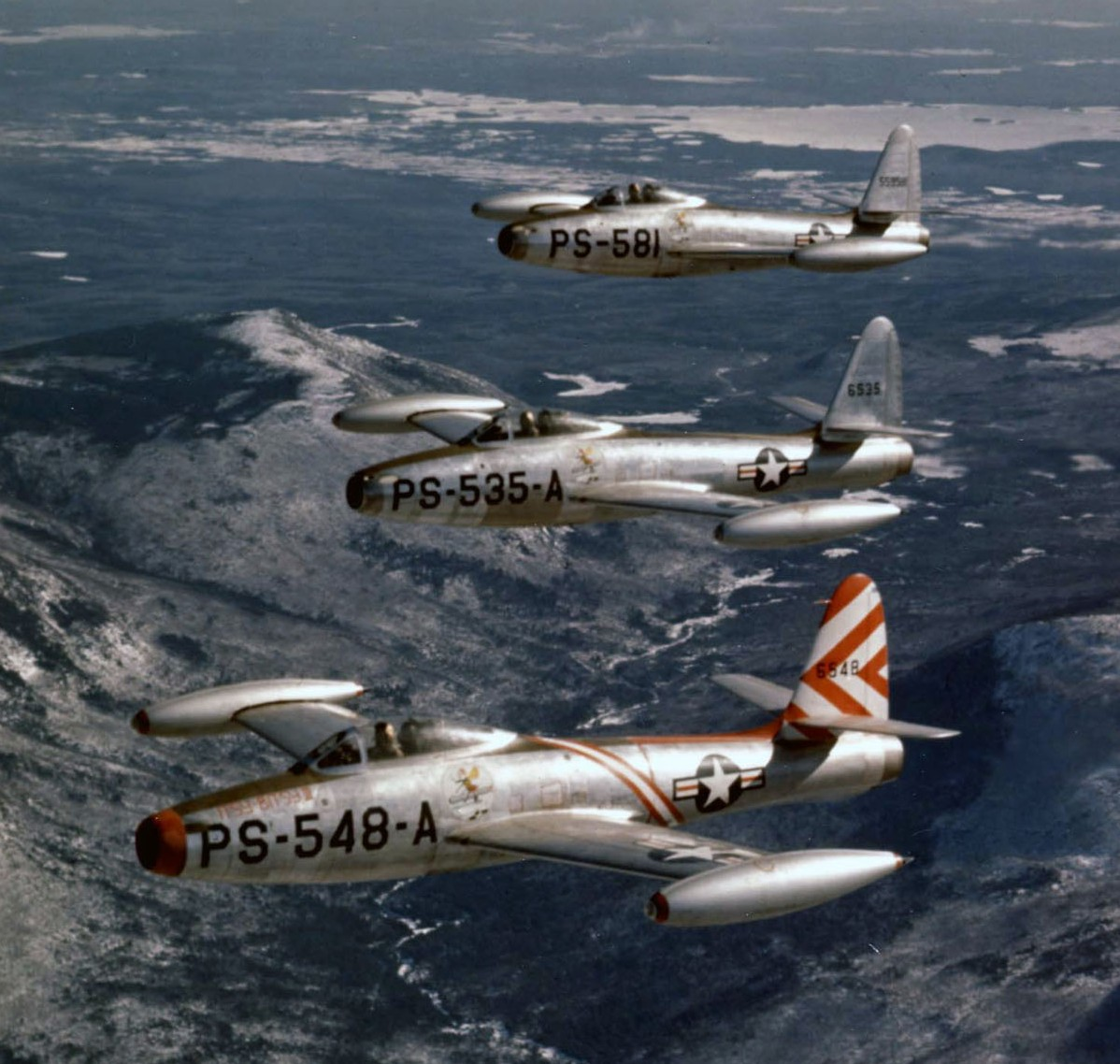
P-84B voando em formação (1948)

No entanto, havia inúmeros problemas por resolver e que condicionavam a operacionalidade da frota. O acesso para manutenção no P-84B estava longe de ser satisfatório, ganhando assim a reputação de "pesadelo dos mecânicos". Juntava-se a esta dificuldade a deficiente preparação das equipes de manutenção para trabalhar nos novos aviões a jato. Carências de peças de reposição, que em alguns casos chegavam a ser críticas, colocavam os níveis de operacionalidade abaixo do aceitável. Para cúmulo, as deficiências estruturais da aeronave obrigaram a restringir a velocidade e as manobras onde o fator gravidade era elevado. Finalmente, após uma inspeção, toda a frota foi proibida de voar a partir de maio de 1948, com a condicionante de só poder voltar aos céus, sem restrições, após consideráveis e significativas alterações ao projeto.
Em 18 de setembro de 1947, o ramo de aviação do Exército dos Estados Unidos adquiriu independência, passando a designar-se como Força Aérea dos Estados Unidos (USAF). Entre as várias reestruturações a que foi submetido, destaca-se a reorganização da referência das aeronaves, assim, desde 11 de junho de 1948, a letra que servia de prefixo ao número do modelo do avião deixou de ser "P" e passou a ser "F". Em consequência, o P-84B foi alterado para F-84B.

### Propulsão

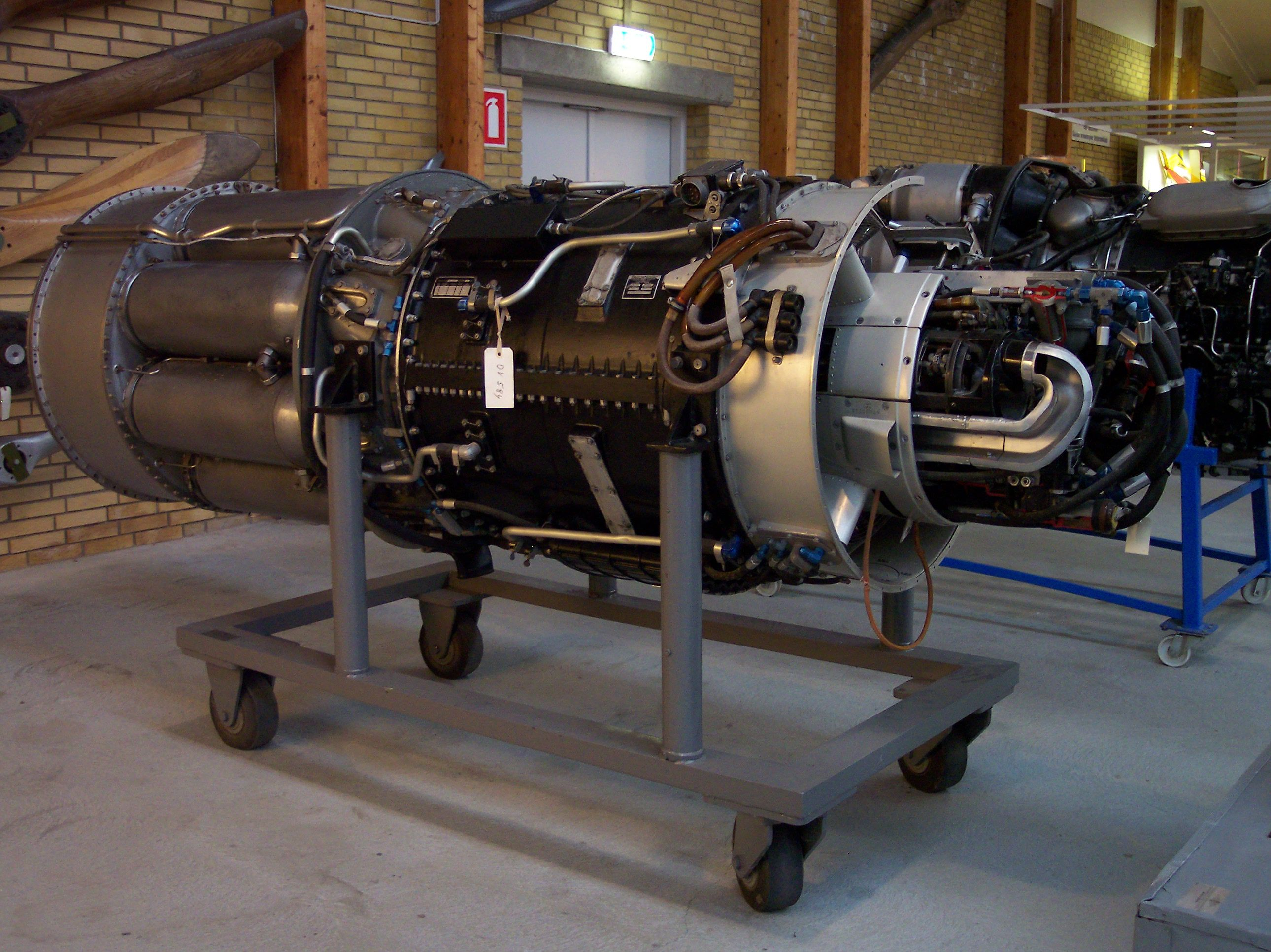
Turbojato Allison J35-A-29, versão usada pelo F-83G

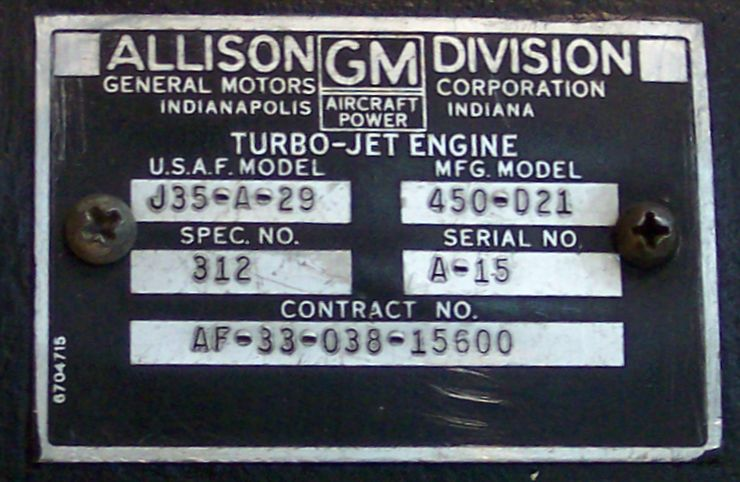
Pormenor da placa de identificação de um motor Allison J35-A-29

Todas as variantes do Thunderjet foram equipadas com o turbojato Allison J35, nas suas mais variadas versões. Este motor, originalmente desenvolvido pela General Electric sob a denominação TG-180, foi o primeiro turbojato equipado com  compressor axial desenvolvido e produzido nos Estados Unidos. O F-84B foi sucessivamente equipado com as versões J35-C-3, J35-A-5, J35-A-15. O F-84C foi propulsionado pela variante J35-A-13; o F-84D e F-84E tinham instaladas as versões J35-A-17; finalmente, a mais importante versão, o F-84G, foi equipada com o J35-A-29, a mais potente versão (excetuando as equipadas com pós-combustão) das que equiparam o Thunderjet, a qual desenvolvia uma potência de 24,7 kN. 

### Armamento

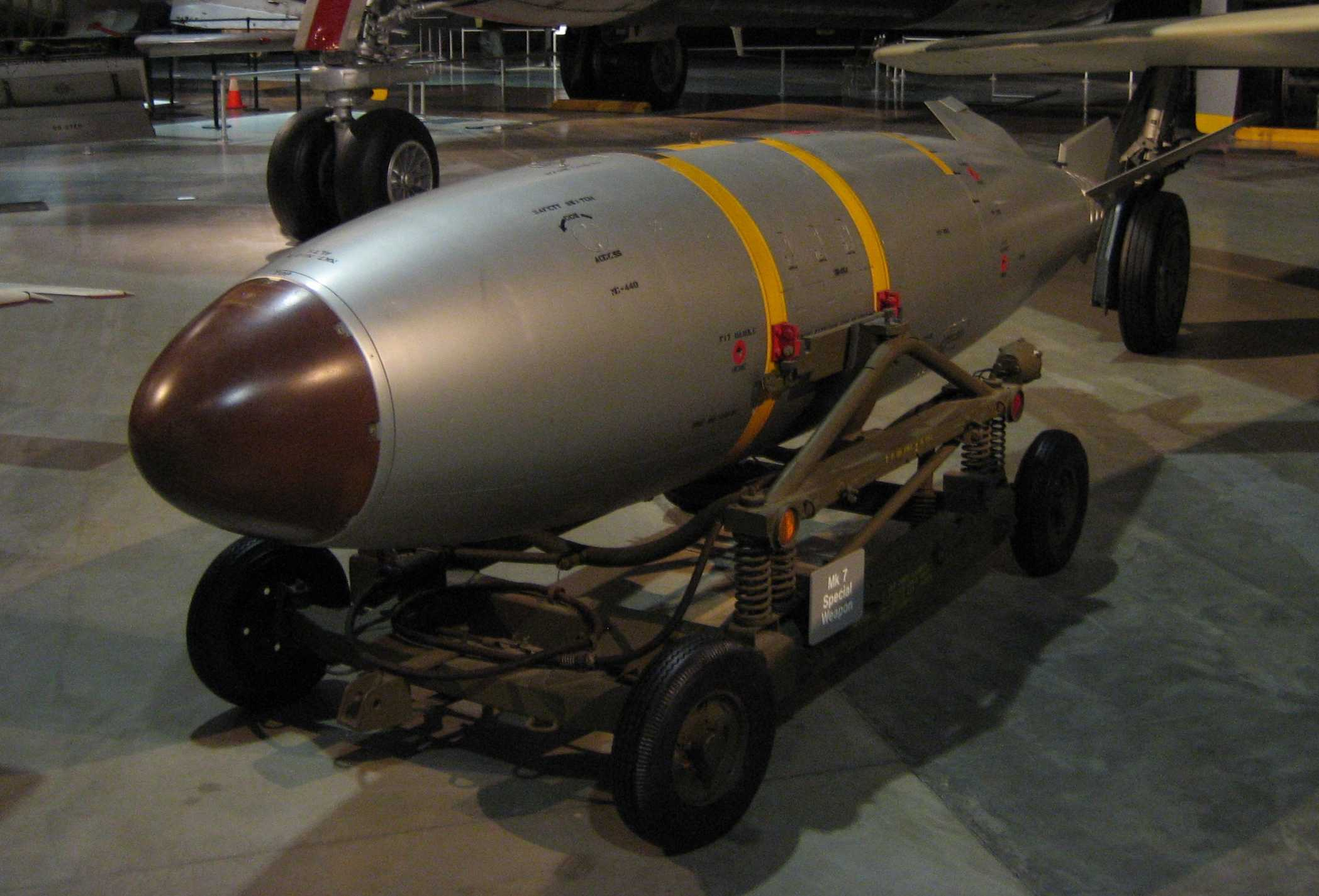
A bomba nuclear Mark 7, transportada pelo F-84G

Os requisitos originais da aeronave que viria a ser o F-84 previam como armamento principal a instalação de oito metralhadoras Browning M2 de calibre .50 (12,7 mm). No entanto, os 15 aviões de teste produzidos, YP-84A, estavam equipados apenas com seis metralhadoras Browning M3 da mesma família e calibre que a M2, quatro implantadas no topo do nariz da aeronave e as outras duas na raiz de cada uma das asas, configuração que veio a ser o padrão para todas as variantes. Paralelamente, podiam ser transportados em suportes sob as asas até 1 815 kg de bombas e/ou foguetes de vários calibres. Quase no final de 1951, seis meses após o começo das entregas do F-84G, foi o mesmo capacitado para o transporte e lançamento de uma bomba nuclear tática, no caso a Mark 7 Thor, fazendo do F-84 Thunderjet o primeiro caça a desenvolver tal capacidade a nível mundial. Para sustentar tal aptidão foi desenvolvido e instalado um sistema de radar de tiro APG-30 e um sistema de apoio ao bombardeamento a baixas altitudes LABS.

### Variantes
XP-84
- Os dois primeiros protótipos (45-59475 e 45-59476), os quais voaram pela primeira vez em 28 de fevereiro de 1946 e algures em agosto do mesmo ano respetivamente, estavam equipados com o motor General Electric J35-GE-7,[nota 3] que desenvolvia uma potência equivalente a 1 700 kgf.[12] [nota 4]

XP-84A

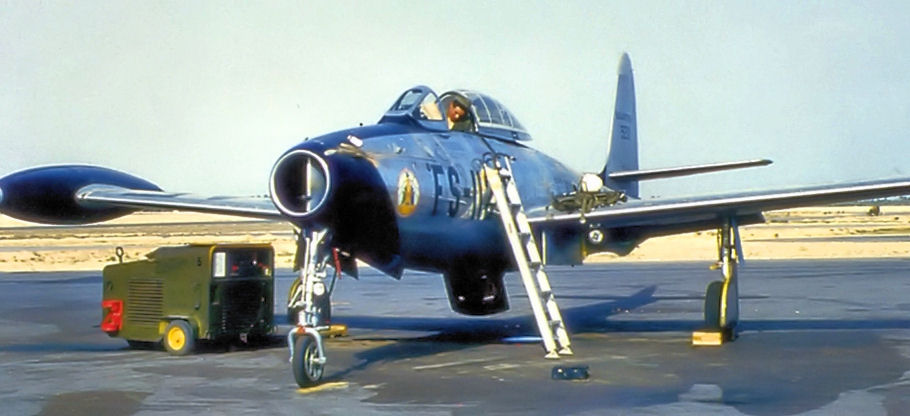
Preparativos antes da descolagem, (1953)

- Terceiro protótipo, em tudo idêntico aos dois anteriores, mas com um motor um pouco mais potente, J35-GE-15.[12]

YP-84A
- Em tudo idêntico à variante anterior, XP-84A, foram produzidos apenas 15 exemplares, chamados de pré-produção, utilizados somente em testes.[13]

P-84/F-84B
- Primeira versão de produção final, a qual pouco difere das quinze aeronaves de testes YP-84A. As metralhadoras M2, na raiz das asas, foram substituídas pelas M3, em tudo idênticas mas com uma cadência de tiro mais elevada. Foram ainda introduzidas capacidades de disparar foguetes (rockets) de cinco polegadas, para complementar a capacidade de fogo das Browning M3, complementarmente à introdução de depósitos de combustível externos colocados nas pontas das asas.[14] As 226 aeronaves produzidas foram equipadas sucessivamente pelos modelos J35-C-3, J35-A-5 e J35-A-15 do turbojato Allison J35.[15]

F-84C
- Variante também em tudo idêntica à anterior, mas usando uma versão do motor J35-A-15C, designada J35-A-13C, ligeiramente mais potente, a qual se mostrou mais vantajosa devido ao maior número de horas de operação entre as manutenções ou substituições; foi ainda equipada com um novo sistema elétrico e um sistema de combustível simplificado.[carece de fontes?]

F-84D

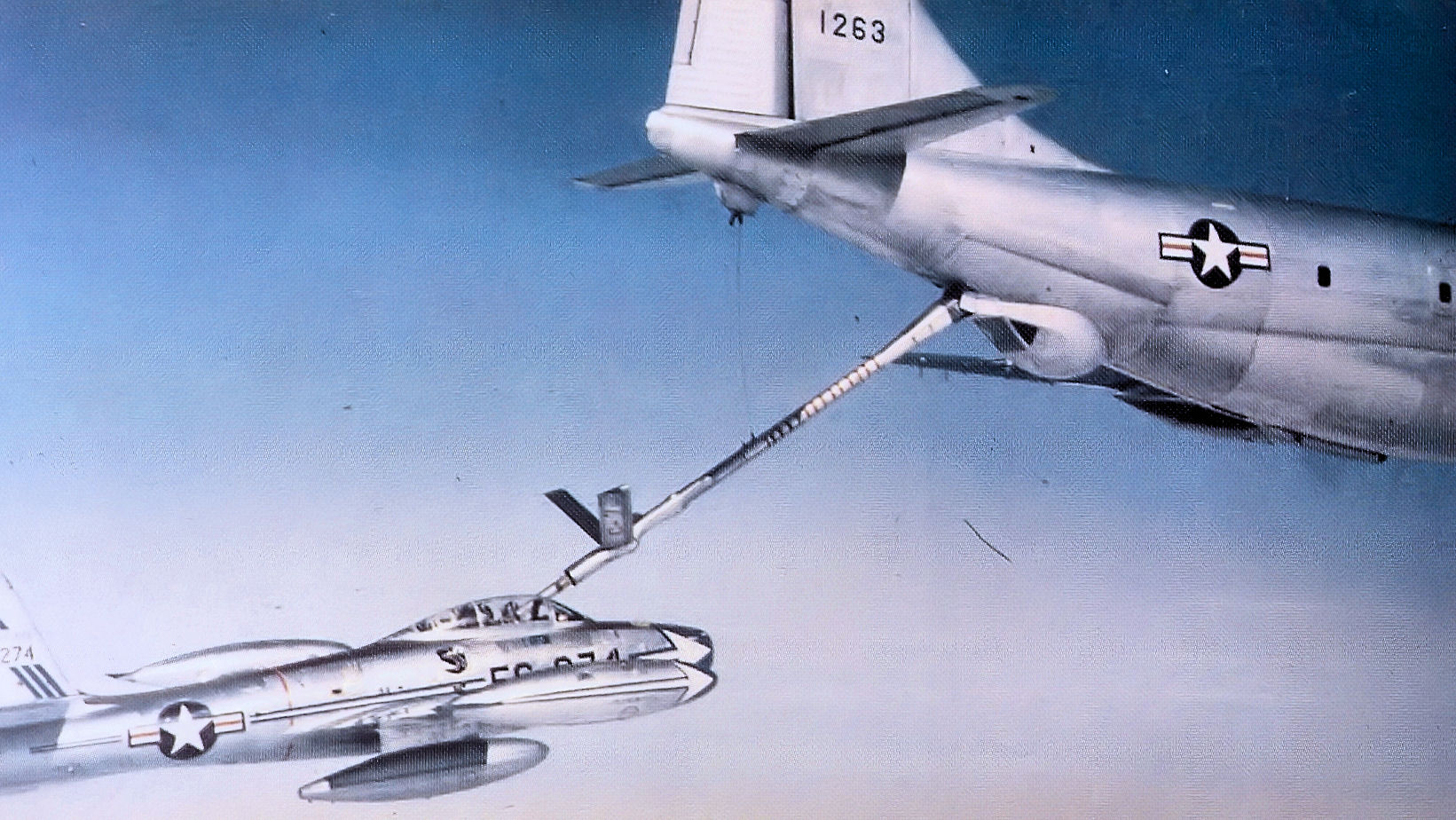
F-84G aprestando-se para ser reabastecido (1953)

- Primeira versão, que, apesar dos problemas apresentados, foi considerada totalmente operacional e integralmente preparada para combate. Todos os componentes estruturais foram reforçados, bem como toda a cobertura da fuselagem. Foram ainda eliminados todos os componentes que apresentaram ou causaram problemas de desempenho e estabilidade nas anteriores versões. Apesar do incremento do seu peso, a performance manteve-se ao nível do F-84C/D, devido ao uso de uma versão ligeiramente mais potente designada J35-A-17. Não enviado nas primeiras levas de aeronaves com destino à Coreia, veio a ser empregue no conflito, demonstrando contudo não estar enquadrado com as performances que a USAF ambicionava.[16]

F-84E
- Voou pela primeira vez em 18 de maio de 1949. Em relação às anteriores variantes era mais longa, permitindo mais espaço no cockpit e a possibilidade de transportar mais um par de depósitos externos de combustível. Foi ainda a primeira versão a ser enviada para a Coreia.[17]

F-84G
- Versão final das variantes com asa reta, também a variante mais estável e que conseguia retirar o máximo potencial que o projeto permitia. Capacitada para o lançamento de uma bomba nuclear tática, foi a primeira aeronave desta série com um sistema operacional de reabastecimento em voo. Também adotou uma canopy fracionada em múltiplos quadrados e estava ainda equipada com o motor J35-A-29, considerado mais potente e fiável e com um maior intervalo de tempo entre substituições. Foram produzidos 3 025 exemplares, dos quais 1 936 foram destinados aos aliados europeus no âmbito da assistência militar. Na Europa, apenas três países não utilizaram esta versão: Reino Unido, Espanha e Alemanha Ocidental.[18]

#### Variantes com asa em flecha
F-84F
- Variante proposta pelo fabricante, com asas em flecha a 38,5 graus e equipada com o motor J35-A-25 com 23,58 kN de potência, na esperança de que esta aeronave pudesse ter um desempenho semelhante ao F-86 Sabre. Inicialmente designada XF-96A, voou pela primeira vez a 3 de junho de 1950 e embora tivesse uma velocidade de ponta superior à das variantes com asa de ângulo reto, o ganho no desempenho foi considerado marginal.[19] No entanto, entrou em produção em julho desse mesmo ano e foi designada definitivamente F-84F Thunderstreak, porque foi considerada uma atualização de baixo custo em relação ao Thunderjet,  com o qual partilhava mais de 50% das peças e ferramentas utilizadas na sua produção.[19]

RF-84F
- Variante destinada ao reconhecimento fotográfico, em tudo idêntica, exceto na configuração do nariz, destinada em exclusivo a alojar os diversos equipamentos de fotografia e as quatro metralhadoras destinadas à sua defesa; a entrada de ar para os motores passou para a raiz de cada uma das asas, solução que não foi implementada na versão de combate, porque implicava uma significativa perda de potência do motor. Esta variante assumiu o apelido Thunderflash.[19]

#### Conversões / projetos experimentais
EF-84D

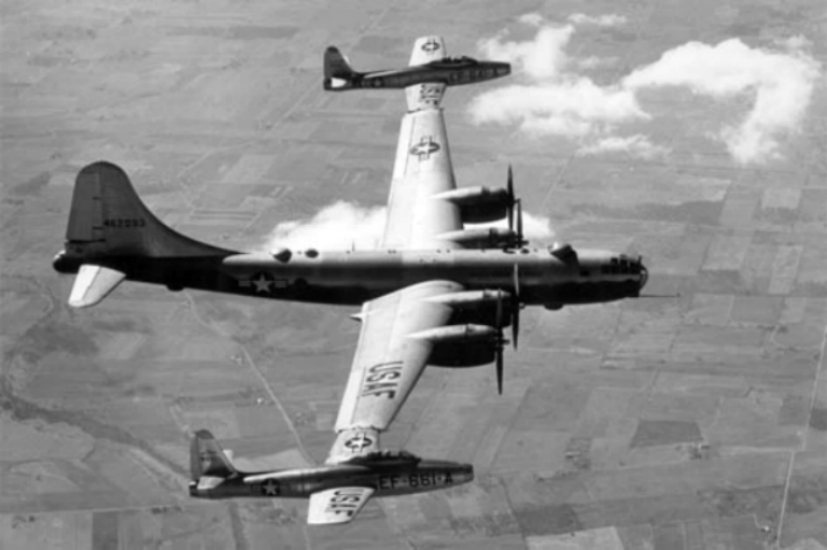
O projeto "Tip Tow", tal como explicado no texto.

- Dois F-84D (48-641, 48-661) convertidos. Projeto experimental realizado entre 1952 e 1953, no qual, no âmbito do programa "Tip Tow", duas aeronaves F-84D eram acopladas pela ponta das asas a um avião-mãe, nos testes um bombardeiro B-29. A finalidade desta experiência era conseguir uma proteção por caças para os bombardeiros na parte final das suas missões; como os caças da época não tinham o raio de ação necessário para executar tal tarefa de modo autónomo, a solução seria transportá-los[20] como aeronaves parasitas.

EF-84E
- Duas conversões de aeronaves F-84E, para realizarem testes de reabastecimento em voo.[21]

GRF-84F/(RF-84K)
- Conversão de um YF-84F (49-2430) e mais 25 RF-84F posteriormente, para serem usados no âmbito do FICON project (Projeto FICON), em tudo similar ao projeto "Tip Tow" (explicado no tópico EF-84D), mas usando aeronaves de reconhecimento. Como o anterior, o mesmo foi abandonado, por ter sido considerado demasiado perigoso, apesar de alguns testes terem sido bem sucedidos.[22]

XF-84H

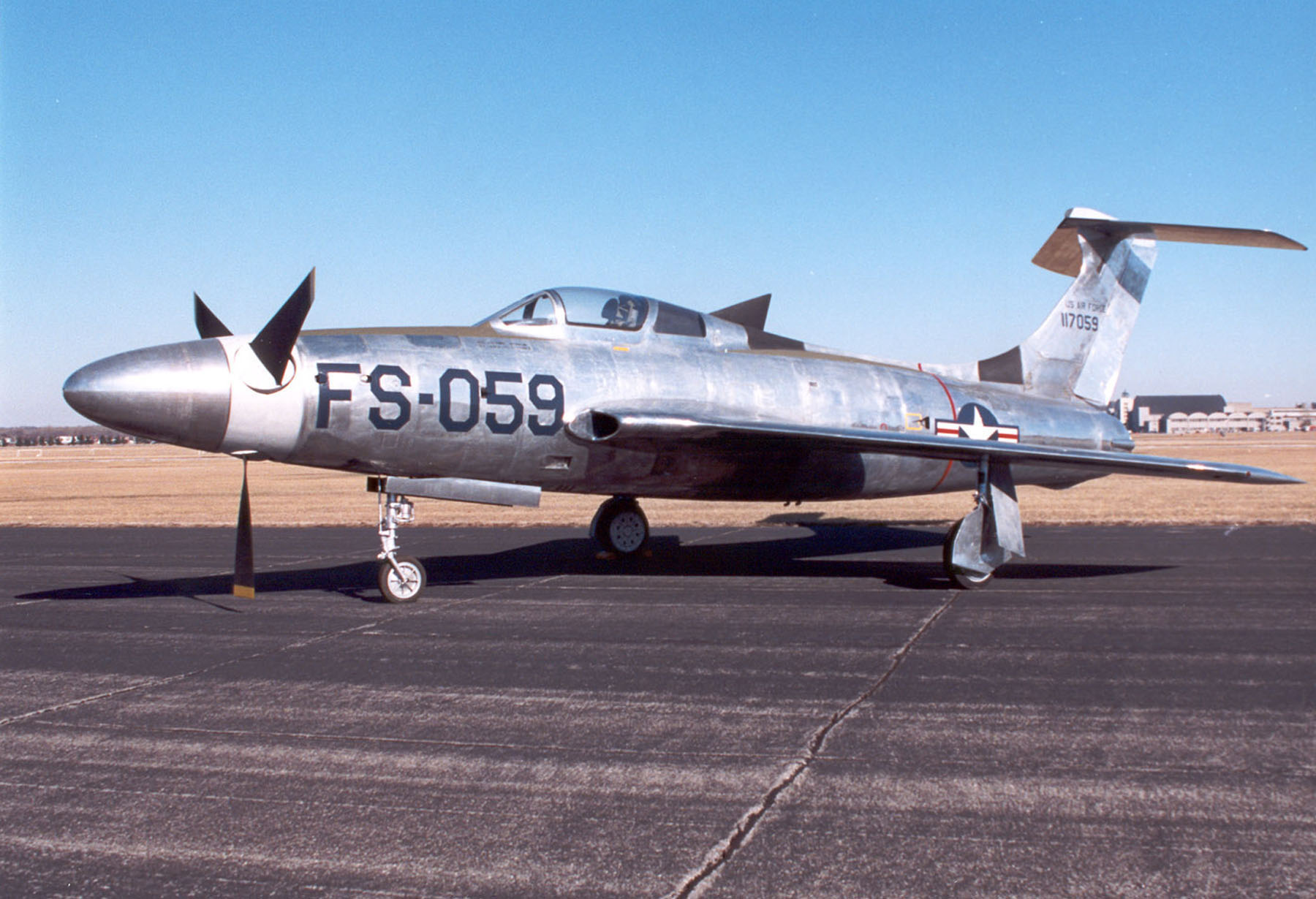
O primeiro protótipo XF-84H

- Conversão de dois F-84F (51-17059, 51-17060) por iniciativa do construtor, para avaliação da USAF e da US Navy, de dois protótipos equipados com um turbo propulsor.[21]

YF-84J
- Conversão de dois F-84F (51-1708, 51-1709) para protótipos de uma versão do F-84F com um motor General Electric XJ73, a qual, segundo relatos da época, superava largamente os caças existentes.[21][23]

F-84KX
- Conversão de 80 F-84B para servirem de alvos (drones) para a Marinha norte-americana.[21]

F-84Q
- F-84F, totalmente reformulados, pertencentes à Luftwaffe, com destino à Força Aérea da Turquia.[21]

### Produção e custos
| Variante | Quantidade produzida | Observações             | Custo flyaway p/unidade |
| -------- | -------------------- | ----------------------- | ----------------------- |
| XF-84    | 3                    | Protótipos              |                         |
| YF-84A   | 15                   | Modelos p/ testes       |                         |
| F-84A    | (99)                 | Produção cancelada      |                         |
| F-84B    | 226                  | 1ª variante de produção | 286 407 ou 163 994      |
| F-84C    | 191                  |                         | 147 699                 |
| F-84D    | 154                  |                         | 212 241                 |
| F-84E    | 843                  |                         | 212 241                 |
| F-84G    | 3 025                | 1 936 p/ países NATO    | 237 247                 |

## História operacional
O F-84B foi a primeira variante de produção final e iniciou a carreira operacional de toda a família "Thunderjet" em novembro de 1947, quando começou a integrar e operar no 14ª Grupo de caça, localizado em Dow Field, no estado do Maine. No entanto foi restringida parte da sua operacionalidade devido a graves problemas estruturais, como limitação da velocidade máxima e proibição de manobras que superassem os 5,5 g. Estes mesmo problemas acabaram por ditar a suspensão total dos voos, para toda a frota, com início a 24 de maio de 1948, aguardando uma inspeção e respetiva solução recomendada. A variante seguinte, o F-84C, em tudo idêntica à anterior excetuando a introdução de um novo motor e um sistema elétrico diferente, enfermava, como não poderia deixar de ser, dos mesmos problemas estruturais.
Uma cuidadosa e exaustiva avaliação em todo o programa do F-84 foi realizada em finais de 1948 e concluiu que tanto o F-84B como o F-84C não podiam ser considerados operacionais, ou capazes de executar toda a panóplia de tarefas nas missões para que estavam destinados. Porém a produção do F-84D estava já a decorrer e os primeiros exemplares demonstraram em competição direta com o P-80 Shooting Star que as falhas apontadas às anteriores variantes estavam aparentemente resolvidas de forma satisfatória. Não menos importante terá sido a superioridade operacional demonstrada, o que veio a salvar todo o programa de ser cancelado definitivamente, para o que também terão contribuído as elevadas somas em dinheiro entretanto despendidas.

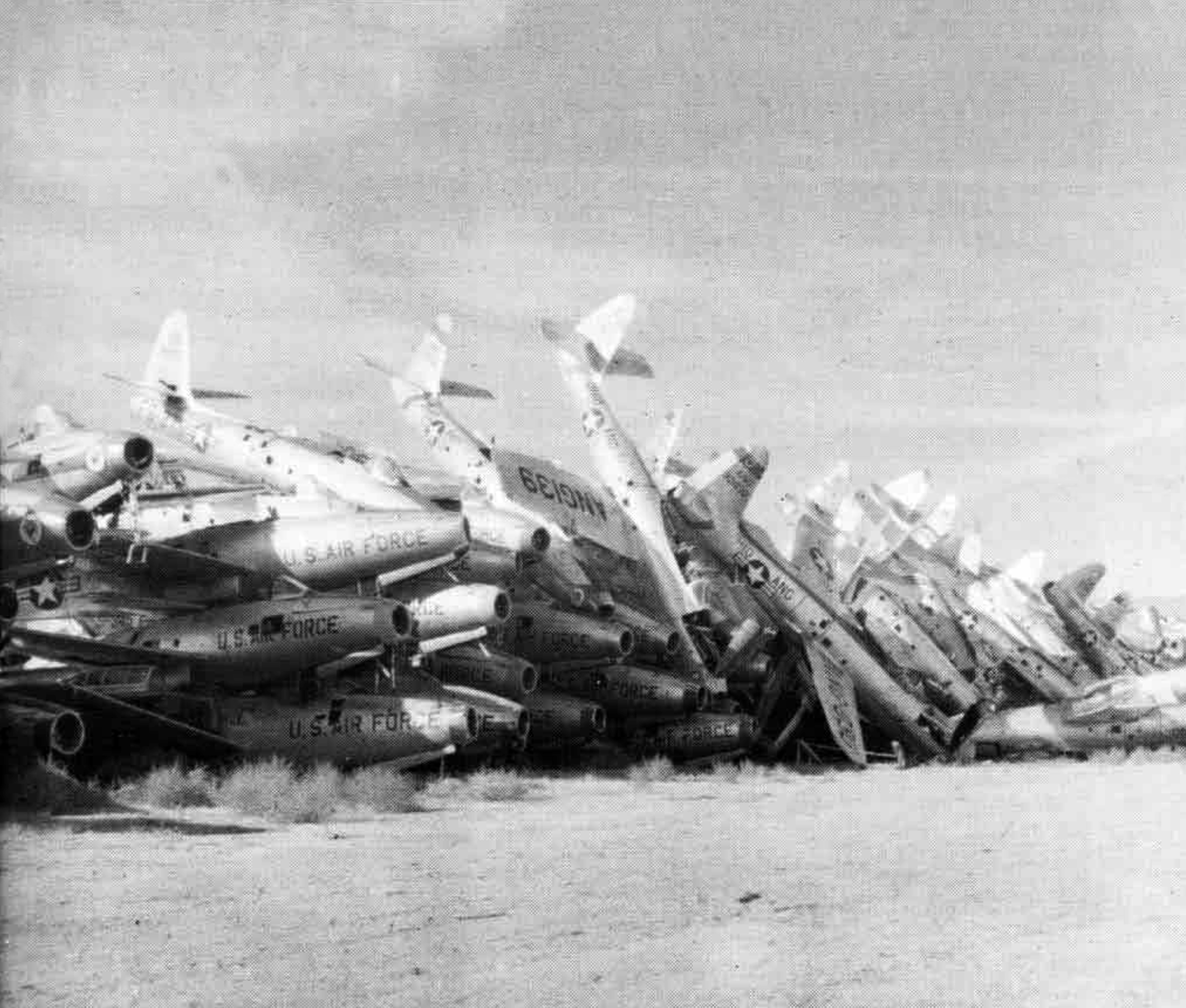
O final tal como era entendido na década de 1950.

Em 1949, a variante F-84E foi considerada operacional e teve seu primeiro voo em 18 de maio. Um ano mais tarde, em 1950, enviada para a península da Coreia, apesar de durante os testes ter sido aprovada e operacionalmente capaz, esta variante evidenciou problemas no sistema de mira, o qual se mostrou inadequado desde a sua introdução, obrigando à suspensão temporária de novos aviões.
Em 1951 entrou ao serviço a versão definitiva F-84G, que apresentava um receptáculo para reabastecimento em voo no depósito externo na ponta da asa esquerda. Estava ainda equipada com piloto automático, um sistema de apoio para aterragem por instrumentos, motor J35-A-29 e capacidade de transportar e lançar uma bomba nuclear. O F-84G foi definitivamente retirado de serviço na Guarda Nacional dos Estados Unidos em meados de 1960.

### Incidentes durante a guerra fria
- 10 de março de 1953 - Dois F-84G da Força Aérea dos Estados Unidos, estacionados na então Alemanha Ocidental, invadiram o espaço aéreo da também então Checoslováquia, foram interceptados e perseguidos por dois MiG-15, com ordens para os expulsar recorrendo a tiros de aviso. Os aviões ocidentais bateram em retirada tentando alcançar território aliado, mas uma das aeronaves foi derrubada pela segunda rajada de "tiros de aviso", após a primeira ter impactado no depósito de combustível externo de uma das asas. O piloto Tenente W. G. A. Brown conseguiu ejetar-se em segurança a apenas 35 quilómetros da fronteira alemã.[31][32]
- 19 de janeiro de 1955 - Um F-84G Thunderjet da Força Aérea de Taiwan foi abatido por fogo antiaéreo da República Popular da China.[32]
- 5 de julho de 1955 - Quatro F-84G da Força Aérea de Taiwan perseguiram quatro MiG-15 da República Popular da China, abatendo uma das aeronaves.[32]
- 12 de outubro de 1959 - Um F-84 italiano foi forçado a aterrar na ex-Checoslováquia por dois MiG-17.[32]
- 22 de outubro de 1959 - Dois F-84F da Luftwaffe caíram sobre a ex-Checoslováquia, os pilotos foram devolvidos às autoridades alemãs a 3 de dezembro do mesmo ano.[32]
- 14 de setembro de 1961 - Um mês após a construção do muro de Berlim, dois F-84F do 32º esquadrão de caça (Jabo 32) da Luftwaffe entraram em território da República Democrática Alemã, devido a desorientação e dificuldade de comunicações (provavelmente interferidas) com o controlo de terra, e foram perseguidos por até 42 aeronaves MiG, segundo a leitura de vários radares da NATO. Fazendo uso do espesso manto de nuvens, conseguiram iludir os perseguidores e, invertendo o rumo, aterraram em segurança no aeroporto de Tegel em Berlim Ocidental.[33]

### Guerra da Coreia
Os F-84 chegaram à Coreia em dezembro de 1950. Inicialmente destinados a tarefas de escolta dos bombardeiros B-29, de imediato se descobriu que eram demasiado lentos e menos ágeis que os adversários MiG-15, os quais eram muitas vezes capazes de penetrar o dispositivo de defesa e fazer ataques bem sucedidos aos bombardeiros. Remetido para a função de ataque ao solo e interdição do campo de batalha, veio a ganhar notoriedade pela sua eficácia no ataque e resistência em sofrer danos, de tal modo que rapidamente veio a ser conhecido como: "champ of all low level bombers" ou "workhorse of the Korean War." Seguia assim a tradição dos produtos da Republic Aviation, conhecidos e elogiados pela sua robustez e fiabilidade, de que são exemplo o P-47 Thunderbolt durante a segunda guerra mundial e, mais tarde, o F-105 Thunderchief durante a guerra do Vietname.
Quando a 1 de novembro de 1950 os chineses entraram declaradamente no conflito e de modo massivo passaram à ofensiva, as forças terrestres sob comando da ONU não estavam à altura de tal desafio, dada a elevada superioridade em meios humanos e materiais dos oponentes. Uma bem elaborada e persistente campanha aérea, fustigando e destruindo as linhas de abastecimento inimigas e os seus meios de transporte, impediu assim um suporte eficaz em alimentos e munições à ofensiva em curso, mas com elevados custos em aeronaves e experimentados pilotos, na sua maioria veteranos da segunda guerra mundial, que quase sempre lutaram contra a pouca fiabilidade operacional do material de que dispunham (no caso dos F-84D/E) e a inferioridade numérica. Durante esta campanha aérea o F-84 foi o responsável por 48% dos milhares de operações efetuadas.
Foram envolvidas no conflito da Coreia as versões D, E e G do F-84, resultando em 335 aeronaves perdidas em ações de combate, das quais mais de metade foram atribuídas a fogo da defesa anti-aérea terrestre, o que não maculou a reputação daquele que foi o melhor avião norte-americano de apoio aéreo próximo, considerado o "campeão de todos os bombardeiros de baixa altitude".

## Utilizadores
Bélgica

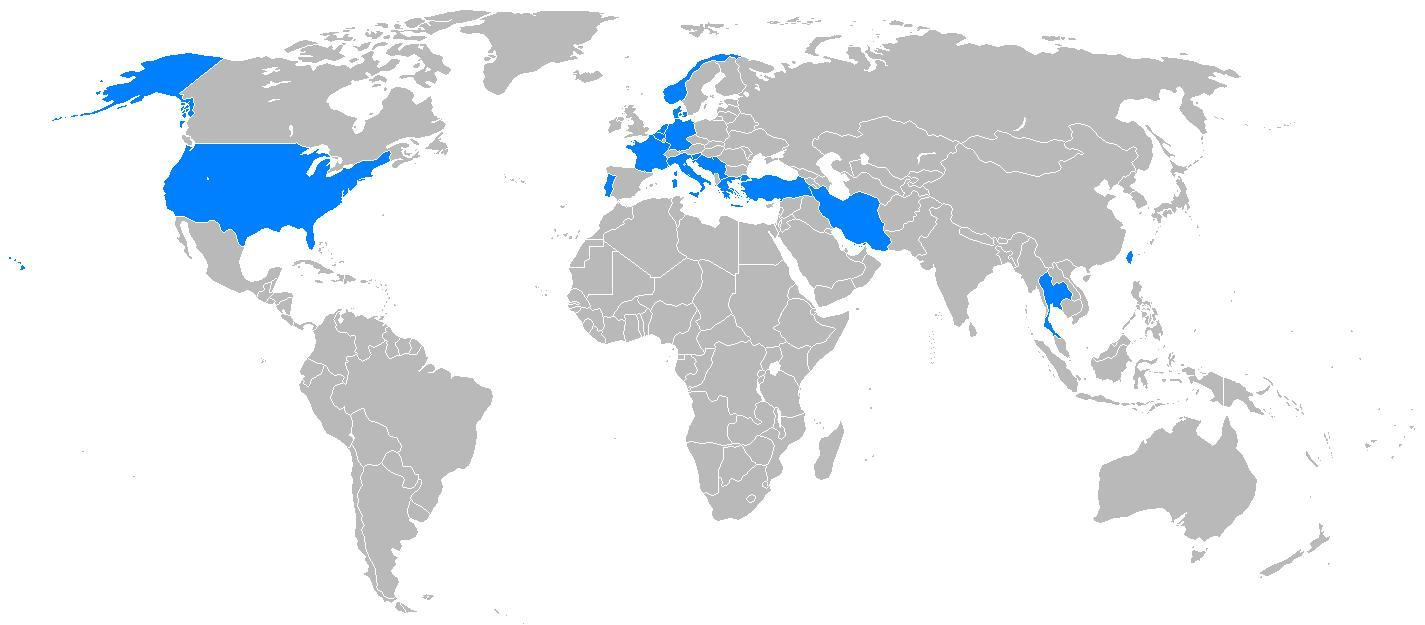
Em Azul países que utilizaram o F-84 Thunderjet.

- Foram fornecidos 213 exemplares do F-84G em 1952, alguns dos quais com cablagem elétrica necessária à instalação de máquinas fotográficas nos depósitos de combustível externos nas pontas das asas, adaptando assim a aeronave para a função de fotorreconhecimento.[37] Anteriormente, em 12 de março de 1951, haviam já sido fornecidos 31 exemplares do F-84E.[38] A maioria destas aeronaves foi substituída entre os anos de 1956 e 1957 por modelos mais avançados, como o F-84F e o RF-84F.[37]

 Dinamarca
- Operou entre os anos de 1951 e 1962. 238 exemplares do F-84G e 6 do F-84E, entre aeronaves novas de fábrica e excedentes da Bélgica, Países Baixos e USAF; em 1957 foram adquiridos alguns F-84F, que permaneceram na linha da frente até 1971.[39]

 Estados Unidos
- A USAF recebeu 226 aeronaves modelo F-84B, as quais foram retiradas antes do final de 1952;[40] 191 modelos F-84C e, tal como o anterior, a sua operacionalidade foi de curta duração, sendo aposentados na totalidade em 1952;[41] 154 F-84D, os últimos dos quais recebidos em setembro de 1952 e retirados definitivamente em 1967 devido a graves problemas operacionais e de logística;[42] 743 exemplares do modelo F-84E, os quais prestaram serviço à USAF até 1956 e à Guarda Nacional até 1959;[43] finalmente foram recebidos 789 unidades do F-84G, que em 1955 deixaram de operar no SAC - o comando aéreo estratégico da USAF -, mas continuaram ao serviço no TAC - comando aéreo tático -, desaparecendo do seu inventário gradualmente até meados de 1960.[44]

 França

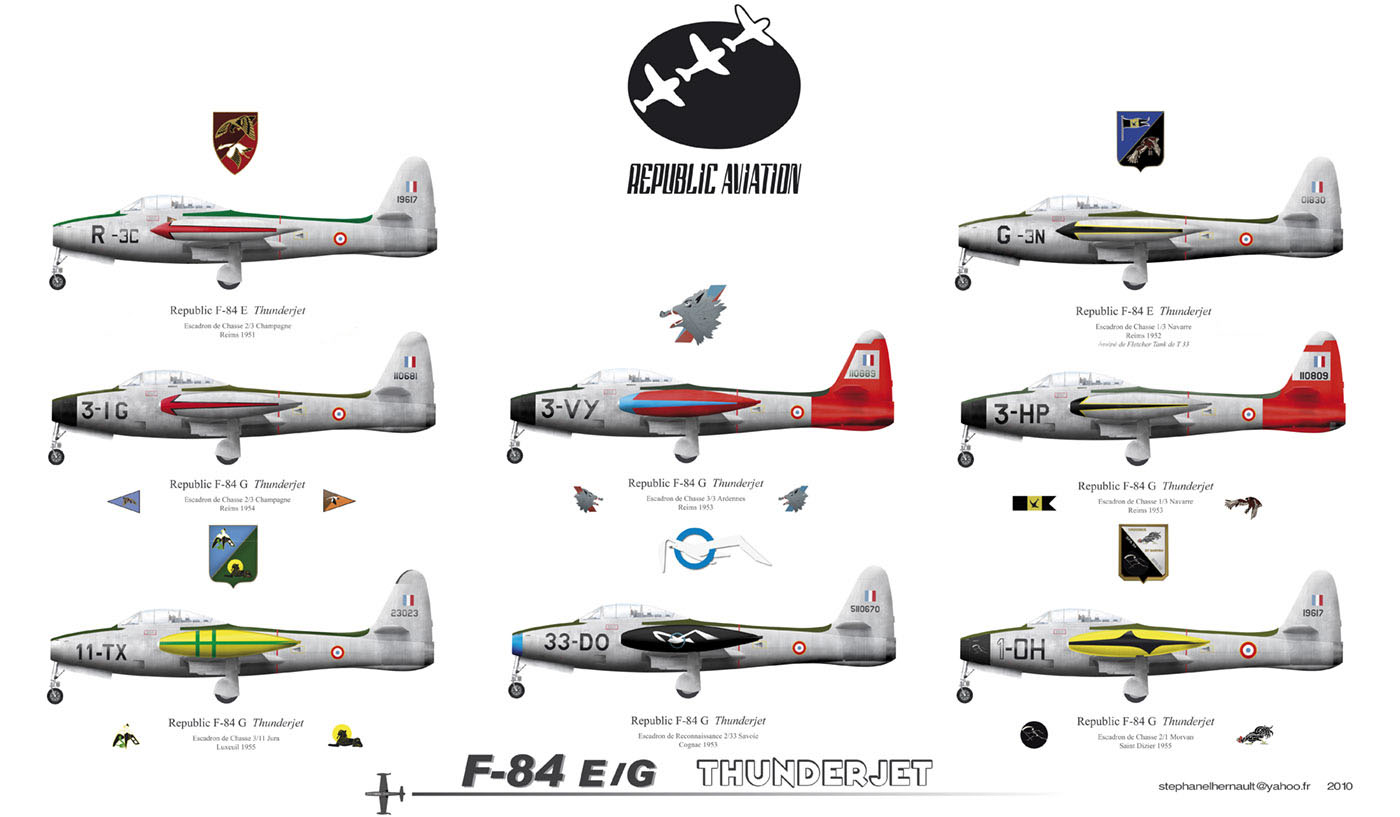
Os vários esquemas de pintura usados pelos F-84 franceses.

- A Força Aérea Francesa utilizou 46 exemplares do F-84E e 316 do F-84G, os primeiros dos quais (versão E) foram entregues oficialmente em cerimónia protocolar presidida pelo General Dwight D. Eisenhower. As aeronaves equiparam até 1957 15 esquadrões, data em que foram substituídas por F-84F e RF-84F.[45]

 Grécia

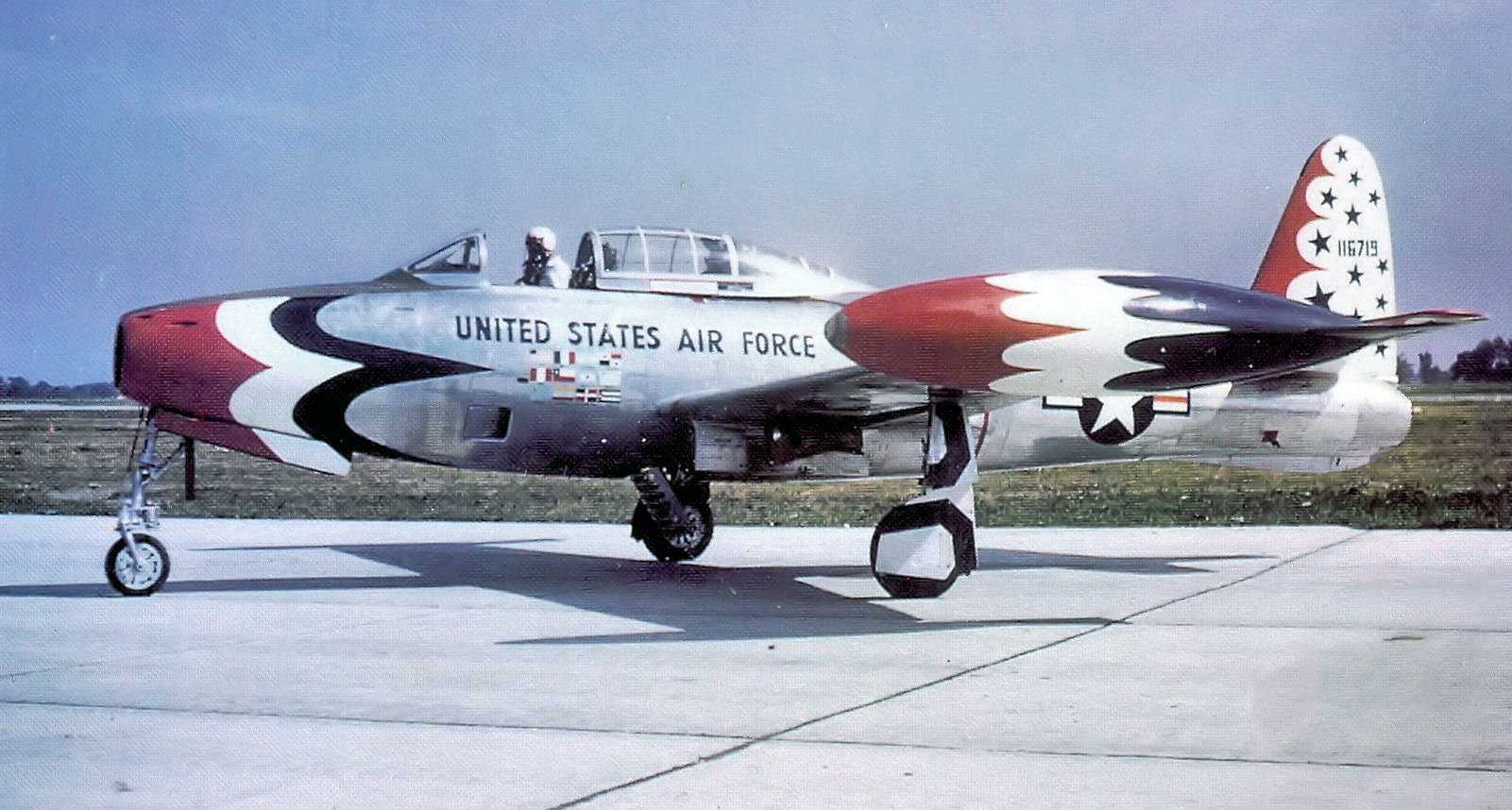
F-84G da USAF, com as cores dos Thunderbirds.

- Operou um número indeterminado de F-84G entre 1952 e 1960, os quais foram substituídos gradualmente pelos excedentes de F-84F e RF-84F de alguns países da NATO, e mantiveram-se a voar até a década de 1980.[39]

 Irão
- A Força Aérea Imperial Iraniana operou cerca de 75 exemplares do F-84G, recebidos entre 1956 e 1958, os quais foram retirados nos primeiros anos da década de 1960.[46]

 Itália
- A Força Aérea Italiana operou um número não determinado de F-84G, entre os anos de 1952 e 1957, mas já em 1956 havia começado a sua substituição pelos F-84F e RF-884F.[39]

 Noruega
- Com início em 10 de setembro de 1951, a Noruega recebeu 203 F-84G e mais seis F-84E, que prestaram serviço na linha da frente até 1956, quando começaram a ser substituídos pelos F-84F, exceto os seis aviões do modelo E, que por falta de RF-84F foram adaptados até 1960 ao papel de fotorreconhecimento.[47]

 Países Baixos
- Foram recebidos e operados 21 F-84E e 166 F-84G, entre os anos de 1951 e 1956.[carece de fontes?]

 Portugal
- Ver a secção Força Aérea Portuguesa

 Tailândia
- Operou 31 aeronaves F-84G, provenientes dos estoques da USAF e entregues entre novembro de 1956 e agosto de 1957, que foram abatidas ao inventário durante o ano de 1963.[48]

 Taiwan
- Operou um número indeterminado de aeronaves F-84G, as primeiras das quais foram entregues no dia 2 de julho de 1952.[49][50]

 Turquia
- Operou um número indeterminado de F-84G, de 17 de dezembro de 1951, data em que foi aceite o primeiro exemplar, até 1965.[39]

 Iugoslávia
- Recebeu e operou provavelmente 229 unidades F-84G, as primeiras oito aeronaves em junho de 1953; a sua retirada começou no final de 1966 e prolongou-se até 1974, quando os últimos 30 aviões foram aposentados.[51]

## Força Aérea Portuguesa
O F-84 Thunderjet entrou ao serviço da Força Aérea Portuguesa em janeiro de 1953, quando foram entregues as primeiras 25 unidades em estado novo, provenientes da própria fábrica. Foram integradas na recém-formada Esquadra 20 e colocados na antiga Base Aérea Nº 2 na Ota, formando a primeira unidade operacional de aviões de combate a jato em Portugal. No ano seguinte, com a chegada de outras unidades provenientes dos excedentes de países aliados, foi criada a Esquadra 21, ficando ambas enquadradas no Grupo Operacional 201, do qual fazia parte uma terceira esquadra, esta composta unicamente por aviões de treino avançado Lockheed T-33A.
A partir de 1958, os F-84 começaram a ser substituídos na função de defesa aérea pelos F-86 Sabre, passando os Thunderjets a serem utilizados sobretudo na função de ataque ao solo e apoio aéreo próximo. No total, a FAP dispôs de 125 aeronaves, sendo os últimos abatidos ao efetivo no ano de 1974.

### Uso operacional na Guerra do Ultramar

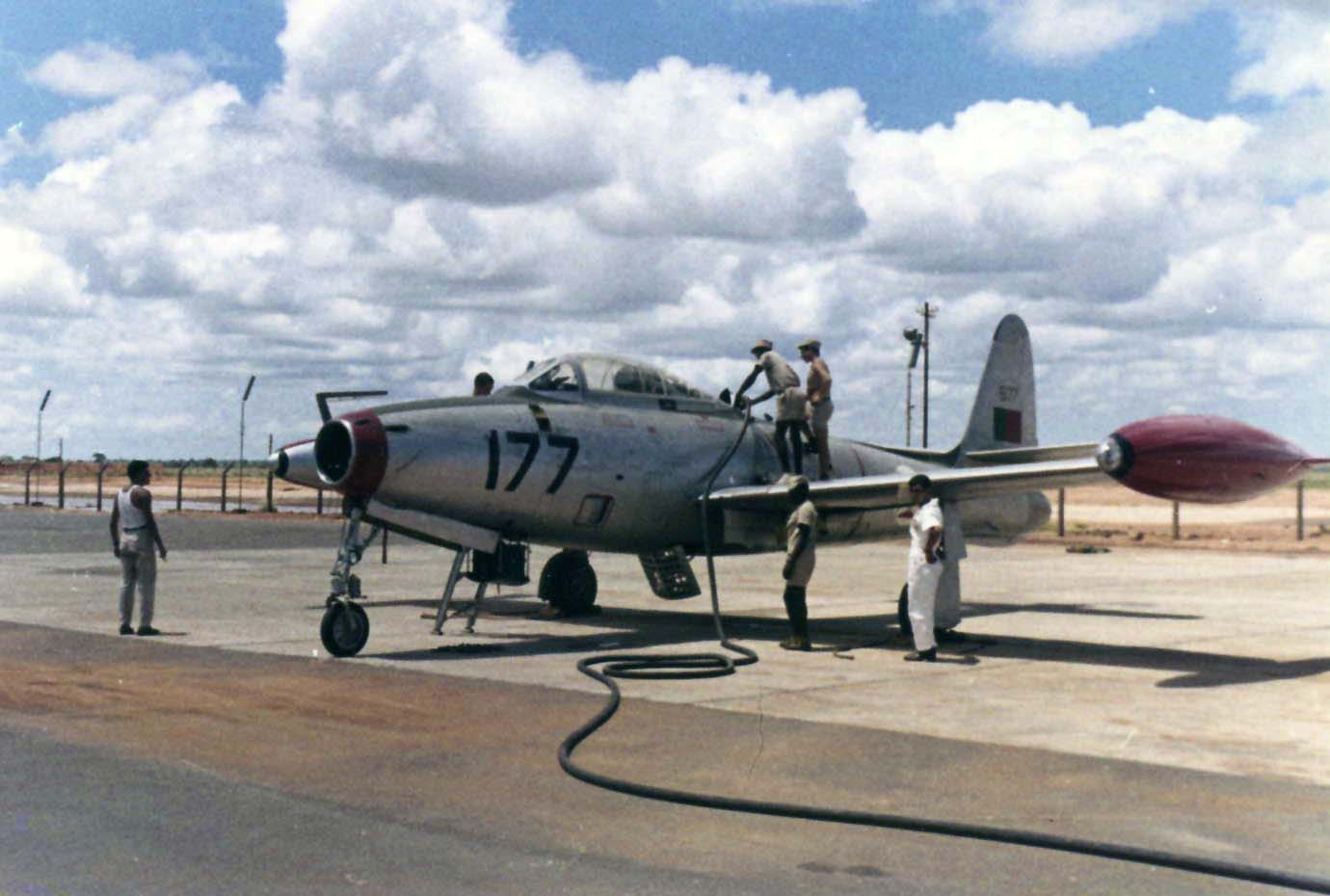
F-84G na BA 9 em Angola sendo reabastecido de combustível.

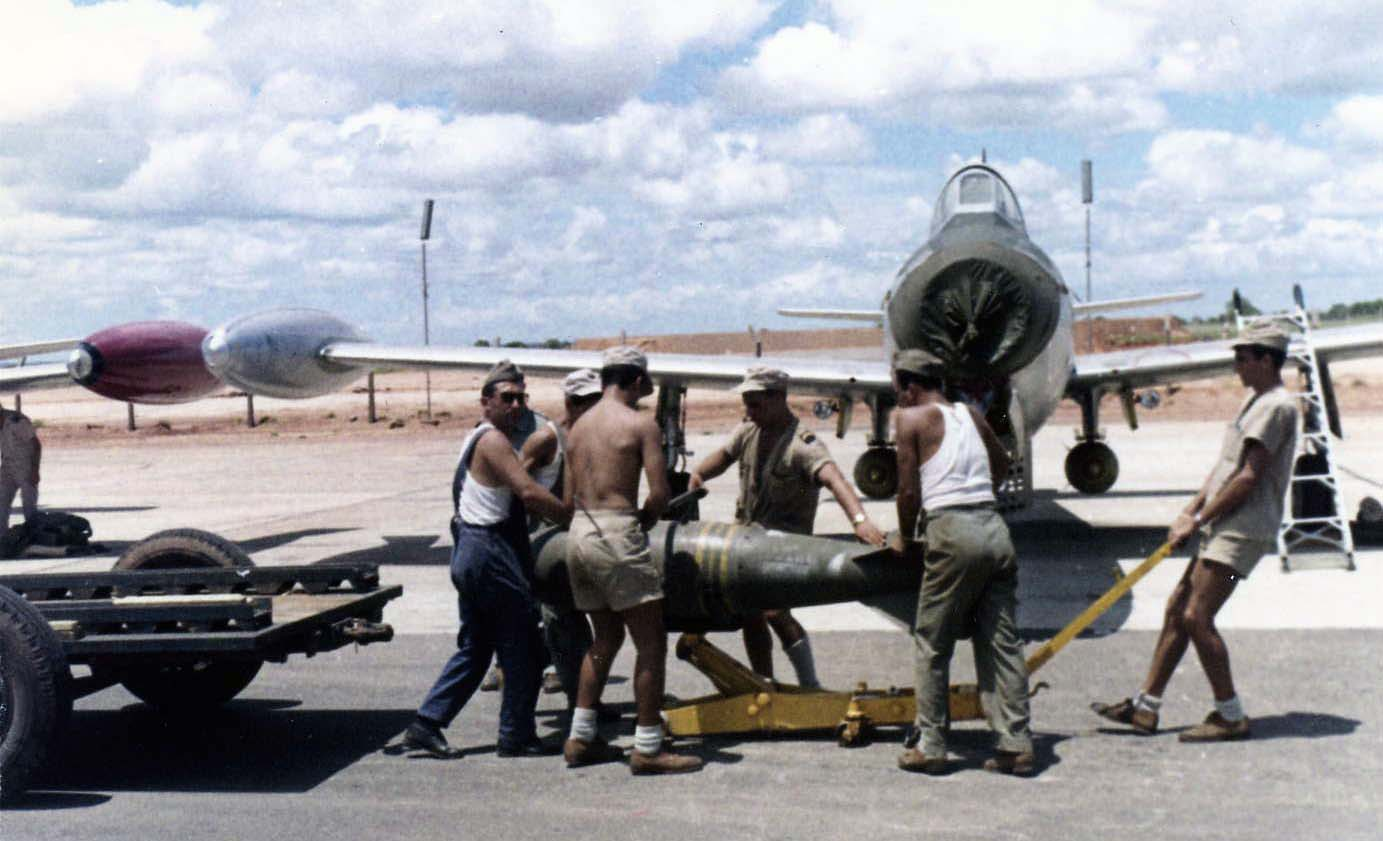
Operação de municiamento de um F-84G - Angola BA 9 em Luanda, nos anos 60.

Com o início das ações armadas em Angola, foi enviado para Luanda um destacamento de F-84G em 25 de julho de 1961, constituindo a Esquadra 93, a operar na Base Aérea Nº 9 e comandada pelo então major Costa Gomes. As aeronaves foram deslocadas por via marítima e após a montagem no destino iniciaram os voos a partir de 19 de agosto do mesmo ano.  De salientar que os aviões já se encontravam bastante estafados e só foi possível a sua operação até ao ano de 1973, quando a totalidade do efetivo destacado em Angola em condições de operacionalidade foi aposentada, porque foram encontrados 36 motores em estado novo, armazenados no "Depósito Geral de Material da Força Aérea", situado na localidade de Alverca, junto a Lisboa, e cuja existência era desconhecida e/ou não constava do inventário.
Por um breve período alguns dos F-84G, da Esquadra 93, foram estacionados na Base Aérea Nº 10 na Beira, em Moçambique, com a finalidade de proteger o seu porto de mar, devido à enorme instabilidade provocada pelo processo de independência da antiga Rodésia.

#### Esquadrilhas de demonstração acrobática
A primeira esquadrilha de demonstração acrobática surgiu por iniciativa dos pilotos da Esquadra 20 e era composta pelo Capitão Diogo Neto, o 2º Tenente Lemos Ferreira, Tenente Correia do Amaral e o 2º Tenente Costa Gomes. Teve o seu grande momento quando atuou pela primeira vez além fronteiras, no "Festival Aéreo Internacional de Madrid", no ano de 1954. Por questões de rivalidade, a Esquadra 21 decidiu criar a sua própria esquadrilha, a qual, comandada pelo Capitão Moura Pinto, incluía o 2º Tenente Santos Gomes e o Sargento Mota Cerveira, entre outros. Porém, por sugestão do comandante da Base Aérea Nº 2, Coronel Homem de Figueiredo, as duas esquadrilhas fundiram-se, originando assim aquela que é considerada (erradamente) a primeira formação de acrobacia em Portugal, de seu nome "Os Dragões de Portugal" ou simplesmente "Os Dragões". Atuou pela primeira vez a 30 de novembro de 1954, durante a visita oficial do presidente da Grécia. Em 1958 os pilotos foram transferidos para a Esquadra 51 para pilotar os F-86 Sabre, ditando assim o final da formação.
Um novo grupo, "São Jorge", foi então formado por iniciativa da Esquadra 21, liderado pelo Major Amaral, e contava ainda com o Tenente Marques Figueiredo, 2º Sargento Cardoso Perestello e o 2º Sargento Alberto Covas. A pintura usada por esta formação era considerada à época espetacular: dois terços superiores da fuselagem a preto e um terço inferior em vermelho vivo, na cauda a bandeira portuguesa e o número de cauda a branco. Este grupo sobreviveu durante pouco tempo e também não ficou conhecido do grande público.
Em 1967, em Angola, o então Tenente Jerónimo Perestrelo formou uma patrulha acrobática com os Republic F-84G Thunderjet, da Esquadra 93 da Base Aérea n° 9, apelidada os "Magníficos", exibindo-se na própria cidade, bem como em Nova Lisboa, atual Huambo, e outros locais. Faziam parte, para além do comandante Tenente Jerónimo Perestrelo, os Sargentos-Ajudantes Jesus Neves, Eugénio Bolais Mónica e João Roda.

#### O acidente da Serra do Carvalho: 1955
Em 1 de Julho de 1955 deu-se um dos mais lamentáveis acidentes de aviação militar, pela quantidade de aeronaves envolvidas, quando oito aeronaves, de um total de doze em voo de formação, embateram contra uma serra na localidade do Carvalho, Vila Nova de Poiares. Os caças F-84G tinham como missão sobrevoar algumas cidades durante as comemorações do terceiro aniversário da Força Aérea como ramo independente. Ao sobrevoar Coimbra, os aviões envolveram-se num grupo de nuvens baixas, o que acabou por motivar o acidente, resultando no falecimento dos oito tripulantes.

### Exemplares preservados

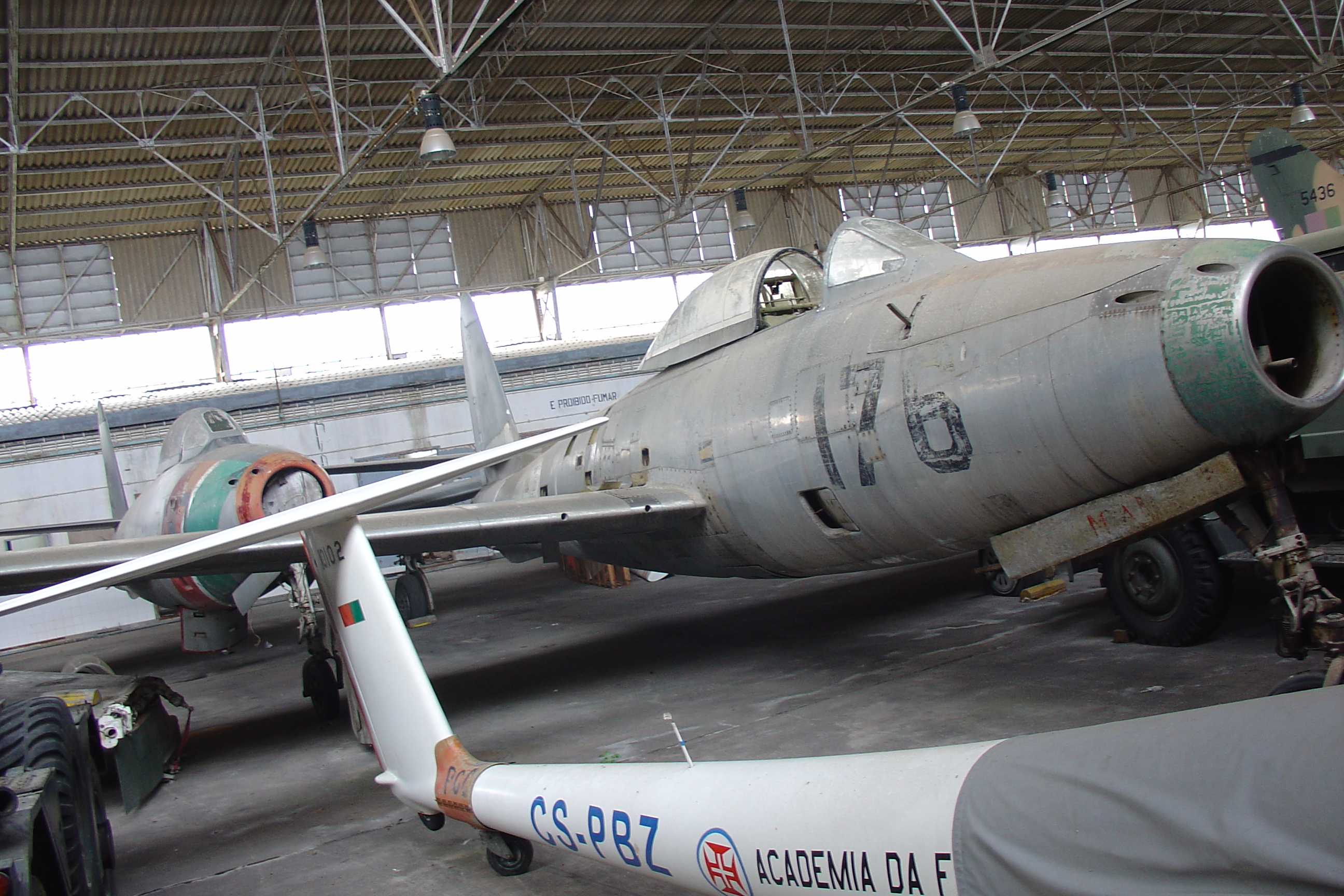
O 5176 e 5187 (logo atrás), armazenados no hangar nº 1 da ex-Base Aérea N° 2 na Ota.

- Número de cauda 5201 (s/n USAF 51-10194): encontra-se exposto em pedestal na porta de armas da ex-Base Aérea Nº 2 na Ota, atual Centro de Formação Militar e Técnica da Força Aérea.[53]
- Número de cauda 5176 (s/n USAF 51-9957): pertence ao Museu do Ar e encontra-se armazenado no Centro de Formação Militar e Técnica da Força Aérea na Ota.[53]
- Número de cauda 5187 (s/n USAF 51-9928): pertence ao Museu do Ar e encontra-se armazenado no Centro de Formação Militar e Técnica da Força Aérea na Ota.[53]
- Número de cauda 5216 (s/n USAF 51-10838): na mesma situação que os dois anteriores, até que foi cedido ao museu aeronáutico situado no Château de Savigny-lès-Beaune em França. Está pintado com as cores nacionais portuguesas, mas possui um número de cauda falso.[53]
- Número de cauda 5168 (s/n USAF 51-16648): uma das aeronaves destacadas para a Base Aérea nº 9 em Luanda, foi abatida ao serviço algures em 1970, foi preservada e colocada em exposição pública na ilha de Luanda, durante o ano de 1971. É desconhecido o estado e o paradeiro atual.[59][nota 8]

## Especificações
Os dados apresentados referem-se ao modelo F-84G e são uma compilação de várias fontes.
- Tripulação: 1 (piloto)
- Comprimento: 11,60 metros
- Envergadura: 11,10 m
- Altura: 3,84 m
- Área alar:  24 m²
- Peso vazio: 5 200 kg
- Peso c/ carga máx.: 8 200 kg
- Peso máx. à descolagem: 10 590 kg
- Motor: 1× turbojato Allison J35-A-29 c/ 24,7 kN
- Velocidade máxima: 1 020 km/h
- Velocidade de cruzeiro: 770 km/h
- Raio de ação: 1 600 km
- Alcance de travessia: 3 200 km com depósitos externos
- Teto de serviço: 12 350 m
- Taxa de subida: 19,1 metros/segundo